# Acuaporina 9
La acuaporina 9 es una proteína codificada por el gen AQP9. Este gen codifica un miembro de un subconjunto de acuaporinas llamadas acuagliceroporinas. Es una acuaporina presente en las células epiteliales en los tejidos del epidídimo y los conductos deferentes identificados en varios animales cumpliendo una función en el sistema reproductivo masculino.

## Función
Esta proteína permite el paso de una amplia gama de solutos no cargados y también estimula el transporte de urea y la permeabilidad osmótica al agua. Esta proteína también puede facilitar la absorción de glicerol en el tejido hepático. La proteína codificada también puede desempeñar un papel en funciones leucocitarias especializadas, como la respuesta inmunológica y la actividad bactericida. El empalme alternativo da como resultado múltiples variantes de transcripción.